# Старая Касба в Алжире
Ка́сба (араб. قصبة ‎) — крепость в старой части города Алжир. Словом касба называют крепости во многих населённых пунктах Магриба.

## История
Касба была построена на руинах древнего финикийского города Икосиум (араб. إكوزيوم‎). Это был город средних размеров, построенный на холме. Город был разделен на две части: верхнюю и нижнюю.
В Средние века Касба была оплотом средиземноморских пиратов. К началу XVII века в городе находилось 25 000 рабов. Среди рабов Касбы был капитан испанского королевского флота Мигель Сервантес де Сааведра — будущий автор романа «Дон Кихот».
Во время алжирской борьбы за независимость (1954—1962) в Касбе располагался центр Фронта национального освобождения (ФНО). Для противодействия борцам за независимость Алжира французы были вынуждены сосредоточить свои силы на Касбе.
В 1992 г. Касба была включена в список объектов культурного наследия ЮНЕСКО.

## Состояние
В августе 2008 года информационное агентство Рейтер сообщило о том, что Касба находится в запущенном состоянии и некоторые части крепости находятся под угрозой разрушения. Проблема усугубляется тем, что данный район перенаселён и требует расселения жителей. Количество людей, проживающих в Касбе, варьируется от 40 000 до 70 000 человек.

## Музыка
В 1982 году лондонская группа The Clash выпустила сингл «Rock the Casbah», который был запрещён в Иране. Песня заняла 15 место в британских чартах и 8 место в чартах США.

## Галерея

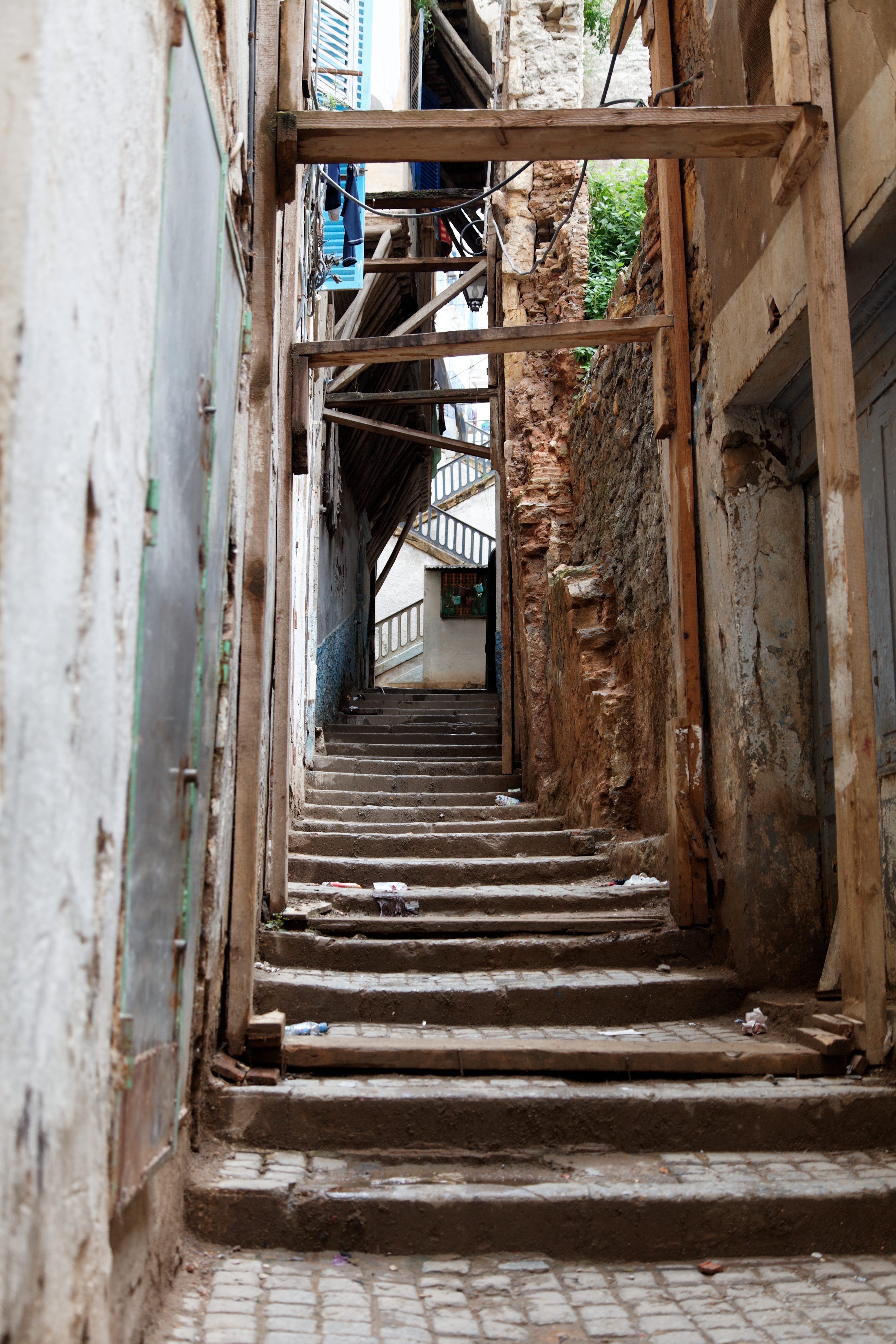
Узкие улицы
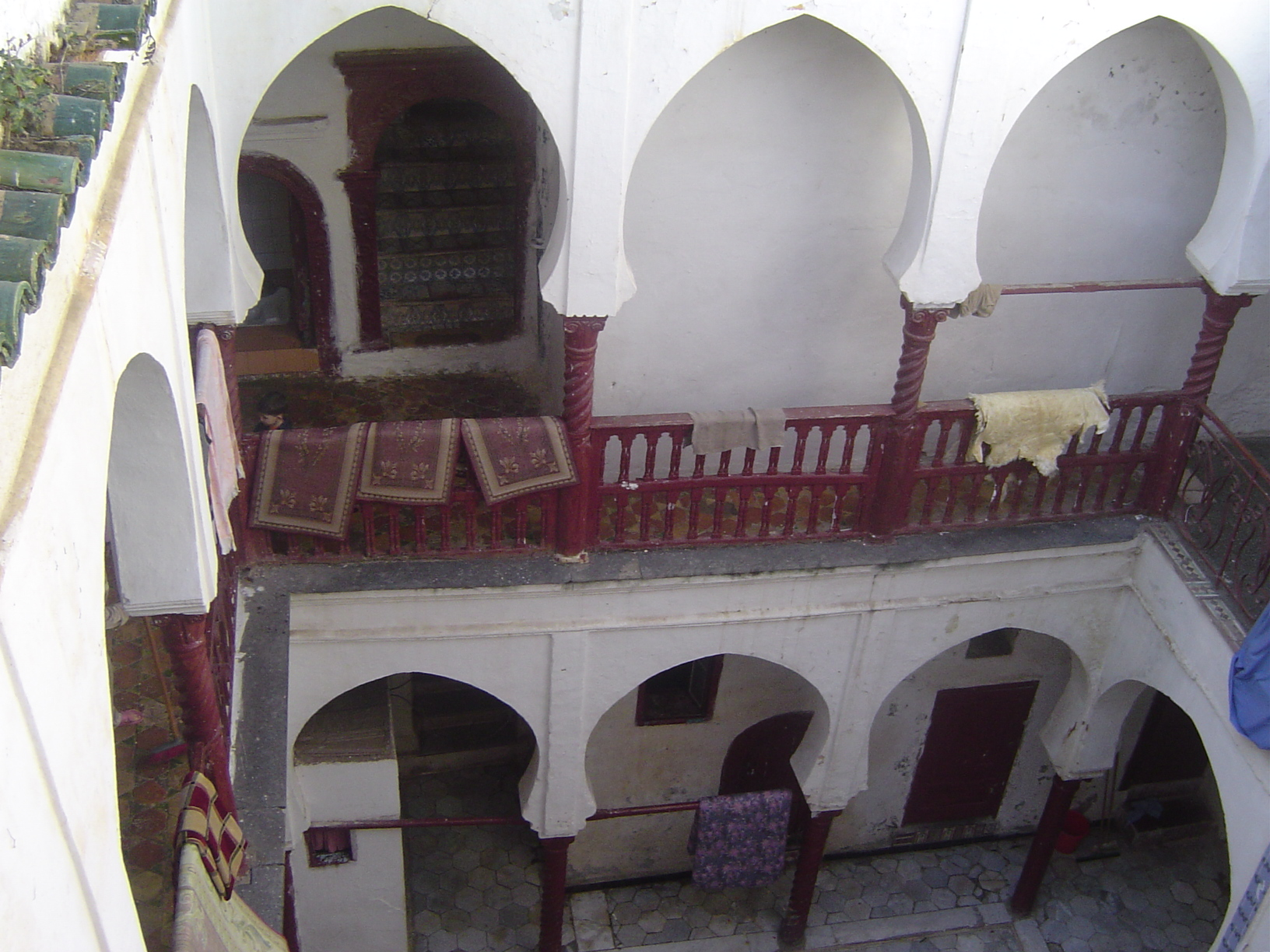
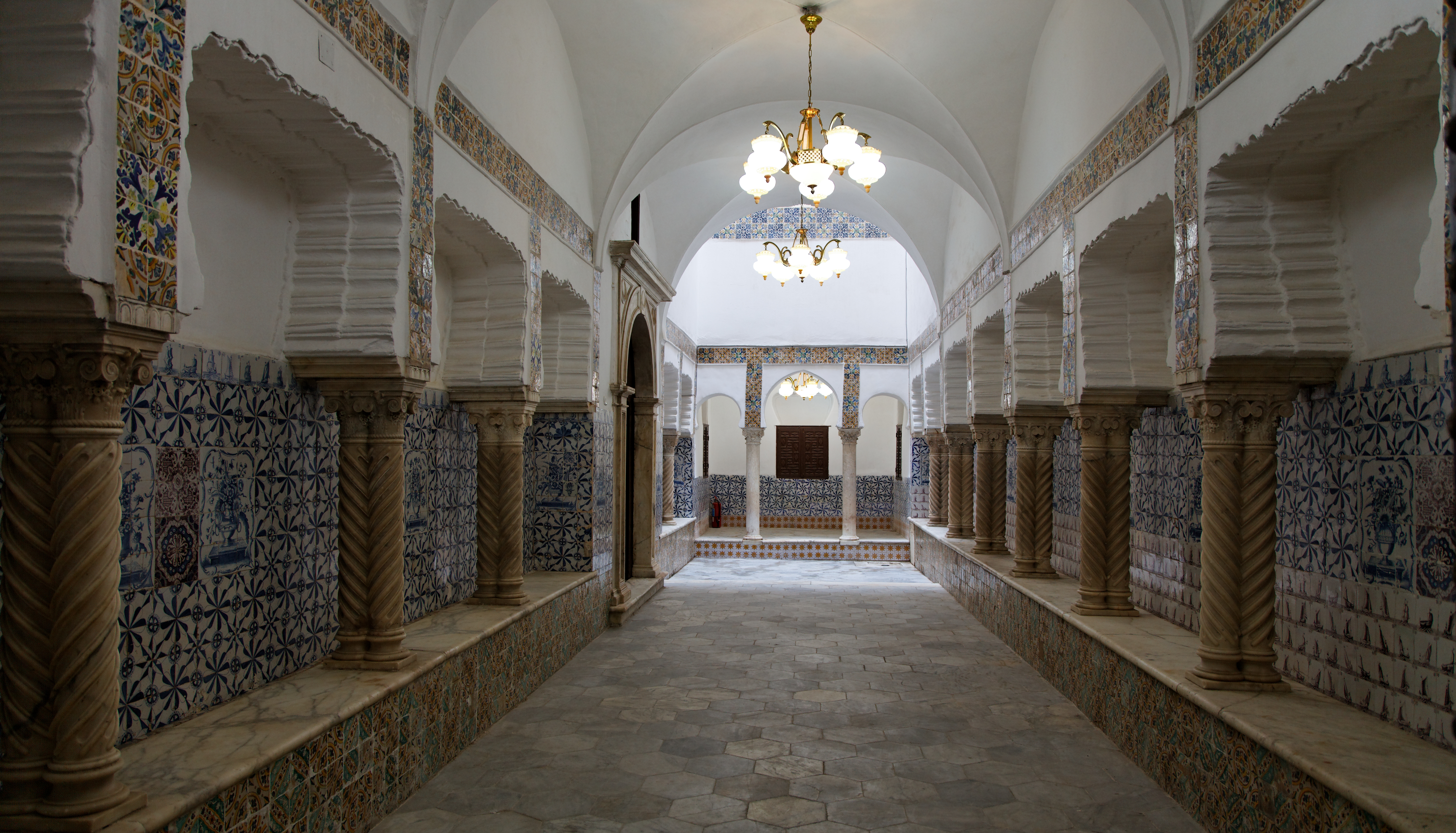
Хаммам
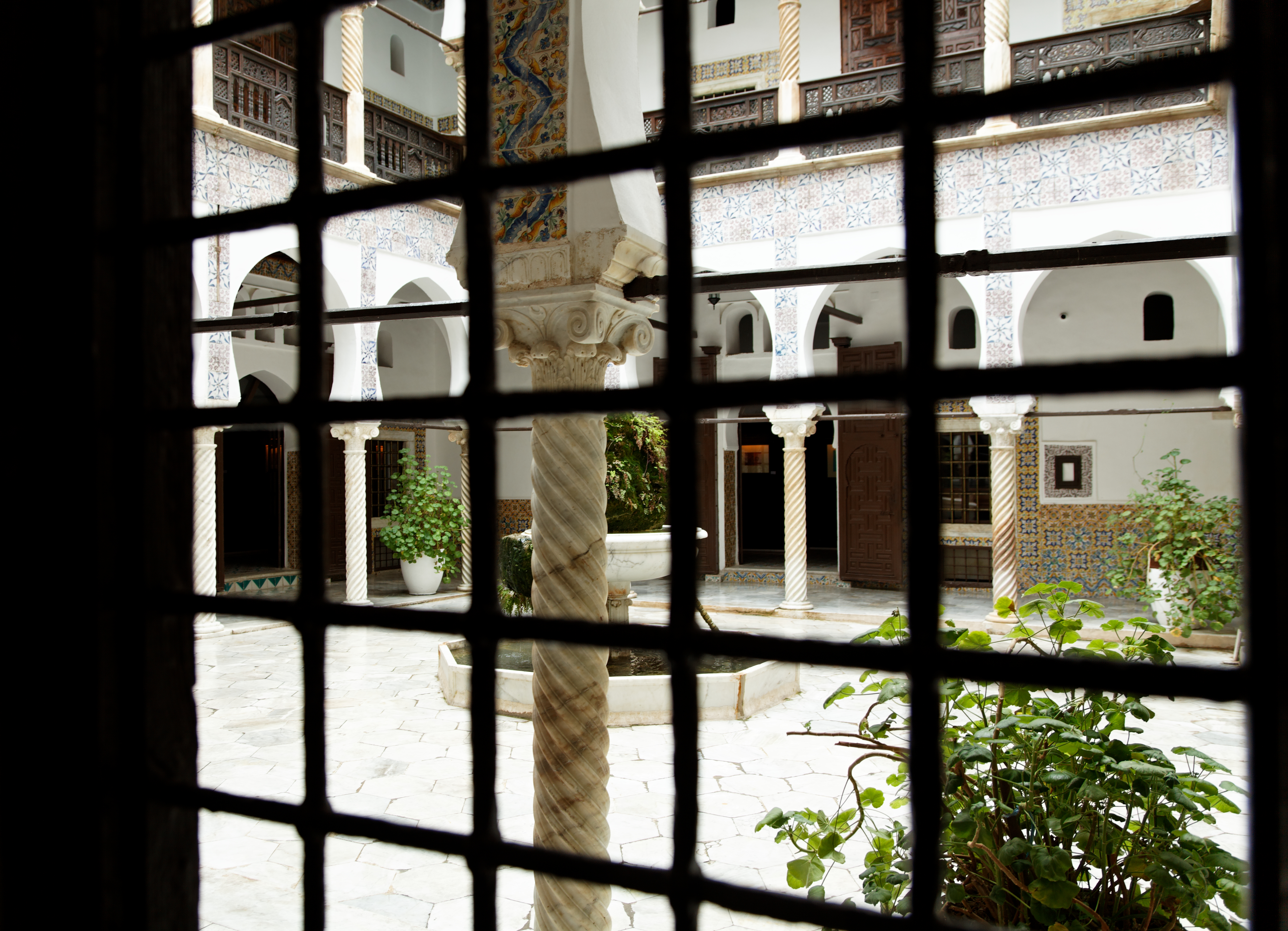
Внутренняя архитектура
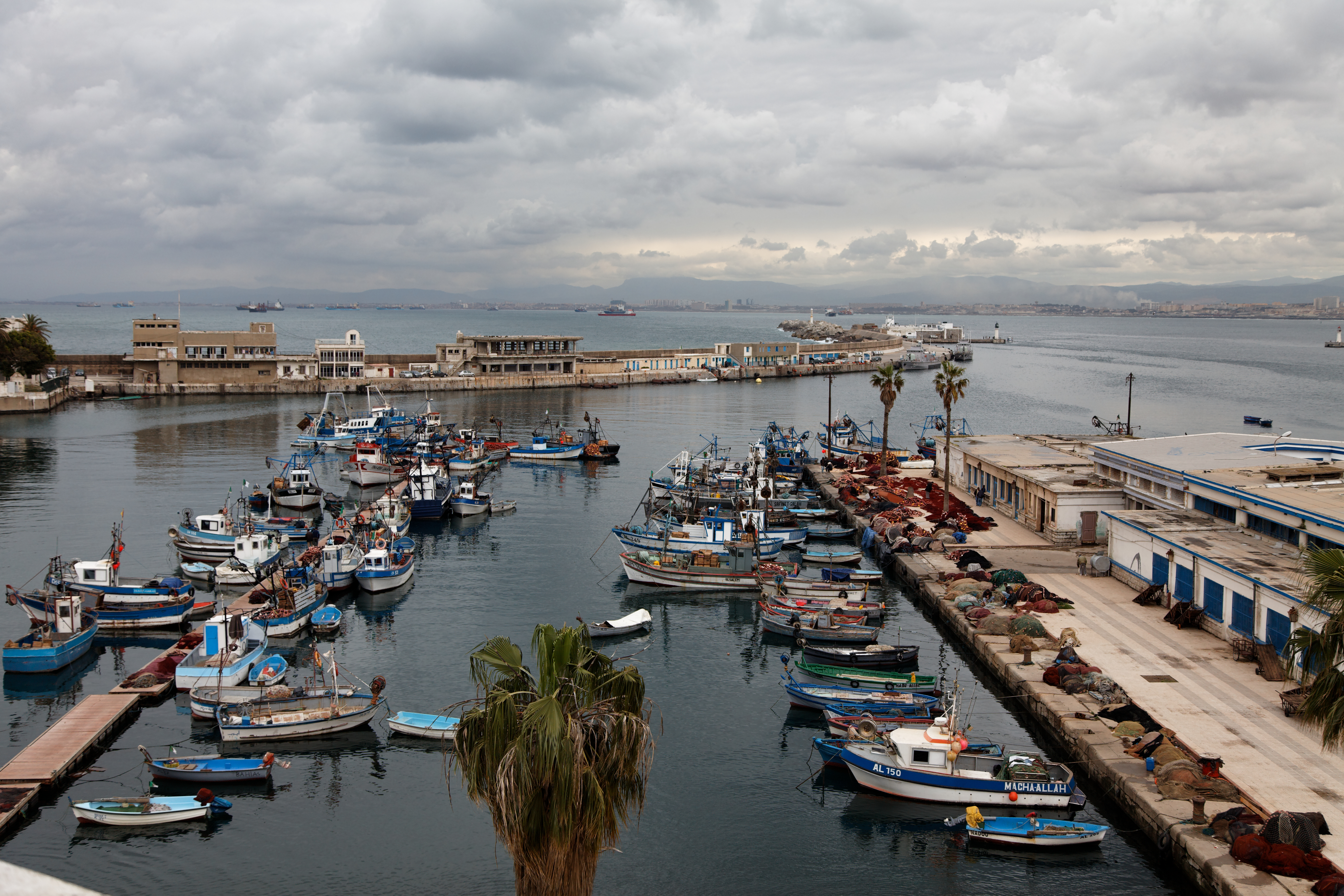
Рыбный порт
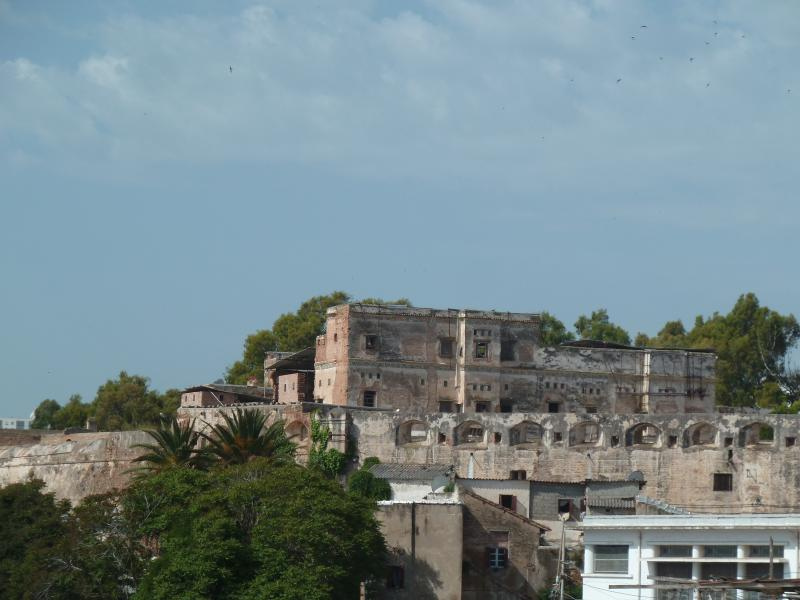
Большой дворец